# Marek Stoiński
Marek Stoiński herbu Janina (zm. przed 27 października 1703) – cześnik bełski od 1680 roku, podstarości i sędzia grodzki krasnostawski w latach 1679–1680, pisarz grodzki lwowski w 1672 roku, podstarości grabowiecki w latach 1666–1668, wojski lubaczowski w latach 1665–1680.
Był elektorem Augusta II Mocnego z województwa lubelskiego w 1697 roku.